# Sandy&Mandy
Sandy&Mandy，台灣女子演唱團體，由高雄市出生的雙胞胎姊妹周玗晞和周玗涵組成，因可愛和清純照片與舞蹈影片廣傳於網路上而聞名。兩姊妹曾經獲選為西陸論壇「2003年十大網路人氣姐妹花排名榜」的第一名，在2016年1月20日正式出版了第一本寫真集《青春悸事寫真》。
兩人的名字「周玗晞」、「周玗涵」裡，「玗」字意為像玉的寶石，「晞」字意為破曉，英文名字「Sandy」及「Mandy」則是英語中星期日（Sunday）及星期一（Monday）的諧音。
Sandy&Mandy於高雄市新上國小畢業後，先就讀苓雅國中舞蹈班後進入七賢國中，高中就讀明誠中學繁星班。2018年12月14日，兩人同時透過清華大學特殊選才「拾穗計畫」，一同錄取國立清華大學清華學院學士班。並在2022年3月19日，擔任「第一屆清華旭日盃慈善籃球邀請賽」公益活動代言人。
2022年7月29日，發行首支屬於她們的個人單曲《BOMBSHELL》MV。2023年，發行第二支單曲《FREAK》MV。2024年，發行第三支單曲《Lit》MV。

## 著作
- . 水靈文創. 2016-01-18: 128頁 [2016]. ISBN 978-986-926-570-6.
- 2006年，代言太子王乳酸菌飲料
- 2012年，代言手遊《洛克王國》
- 2014年，代言手遊《Cake5》，並推出主題曲〈杯子蛋糕〉[3]
- 2016年，代言姐妹日記面膜
- 2020年，代言手遊《盛唐妖夢》
- 2020年，形象拍攝中華電信Hinet光世代
- 2021年，形象拍攝Acer Swift X
- 2022年，代言手遊《夢幻新誅仙》
- 2023年，擔任Sony Xperia 品牌大使

## 外部連結
- YouTube上的Sandy&Mandy頻道
- Sandy&Mandy的Instagram帳戶
- Sandy&Mandy的Facebook專頁
- Sandy&Mandy的新浪微博
- Sandy&Many的Twitter
- Sandy&Mandy的TikTok （页面存档备份，存于）